# Francis Gary Powers
Francis Gary Powers (17. srpna 1929, Jenkins, Letcher County, Kentucky, USA – 1. srpna 1977, Los Angeles) byl pilot amerického letectva, později CIA, jenž byl během studené války sestřelen při průzkumném letu nad Sovětským svazem. Okolnosti tohoto sestřelu jsou známy jako Aféra U-2.

## Život a kariéra
Powers se narodil v Kentucky jako druhé ze šesti dětí. Jeho otec Oliver Windfield Powers byl dělník v uhelném průmyslu. Matka se jmenovala Ida Melinda Ford Powers. V letech 1947–1950 vystudoval Milligan College v Elizabethtonu v Tennessee.

### Americké letectvo
V roce 1950 vstoupil do amerického letectva a roku 1952 dokončil letecký výcvik. Sloužil jako pilot stíhacího bombardéru F-84G Thunderjet 468. strategické stíhací perutě (468th Strategic Fighter Squadron) na základně Turner Air Force Base v Georgii. Na letecké základně Kirkland AFB v Albuquerque v Novém Mexiku absolvoval výcvik nasazení taktických jaderných bomb Mark 7.

### CIA

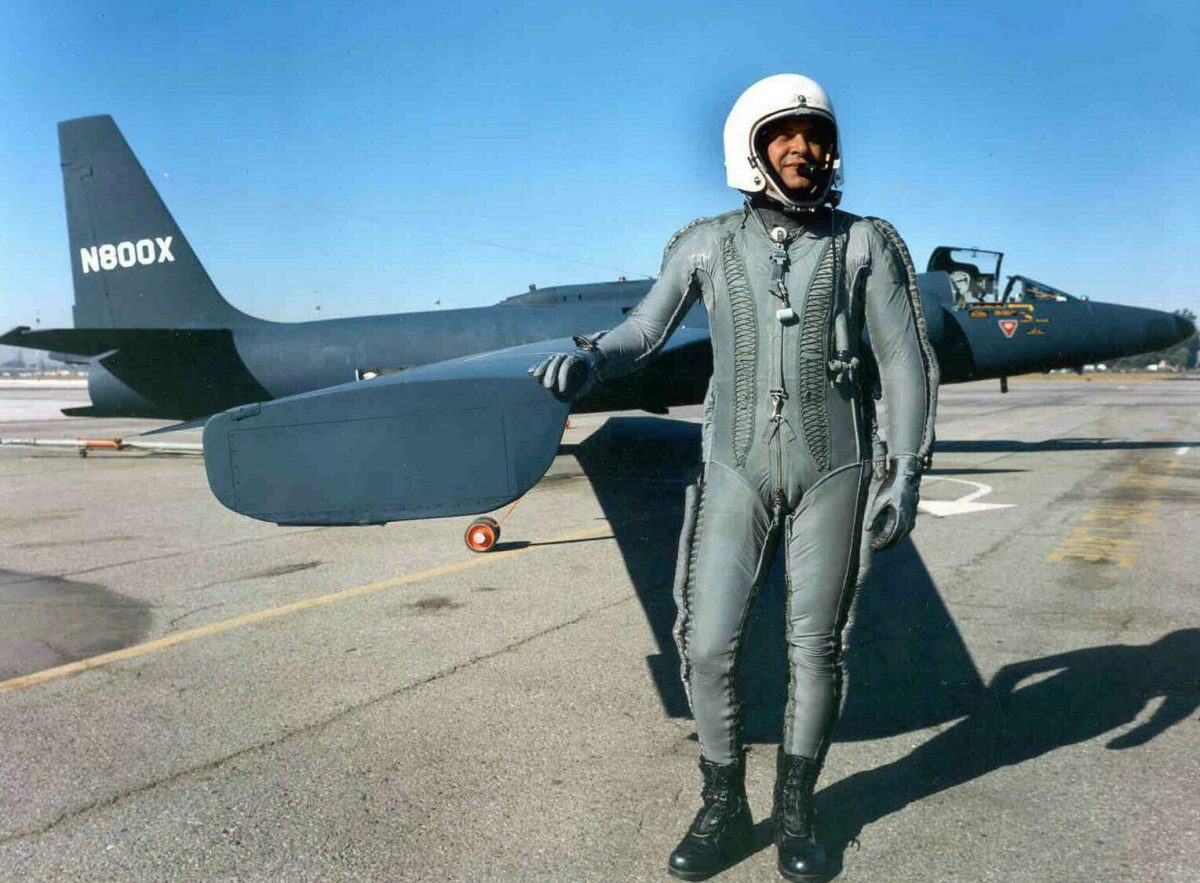
Gary Powers s letounem Lockheed U-2

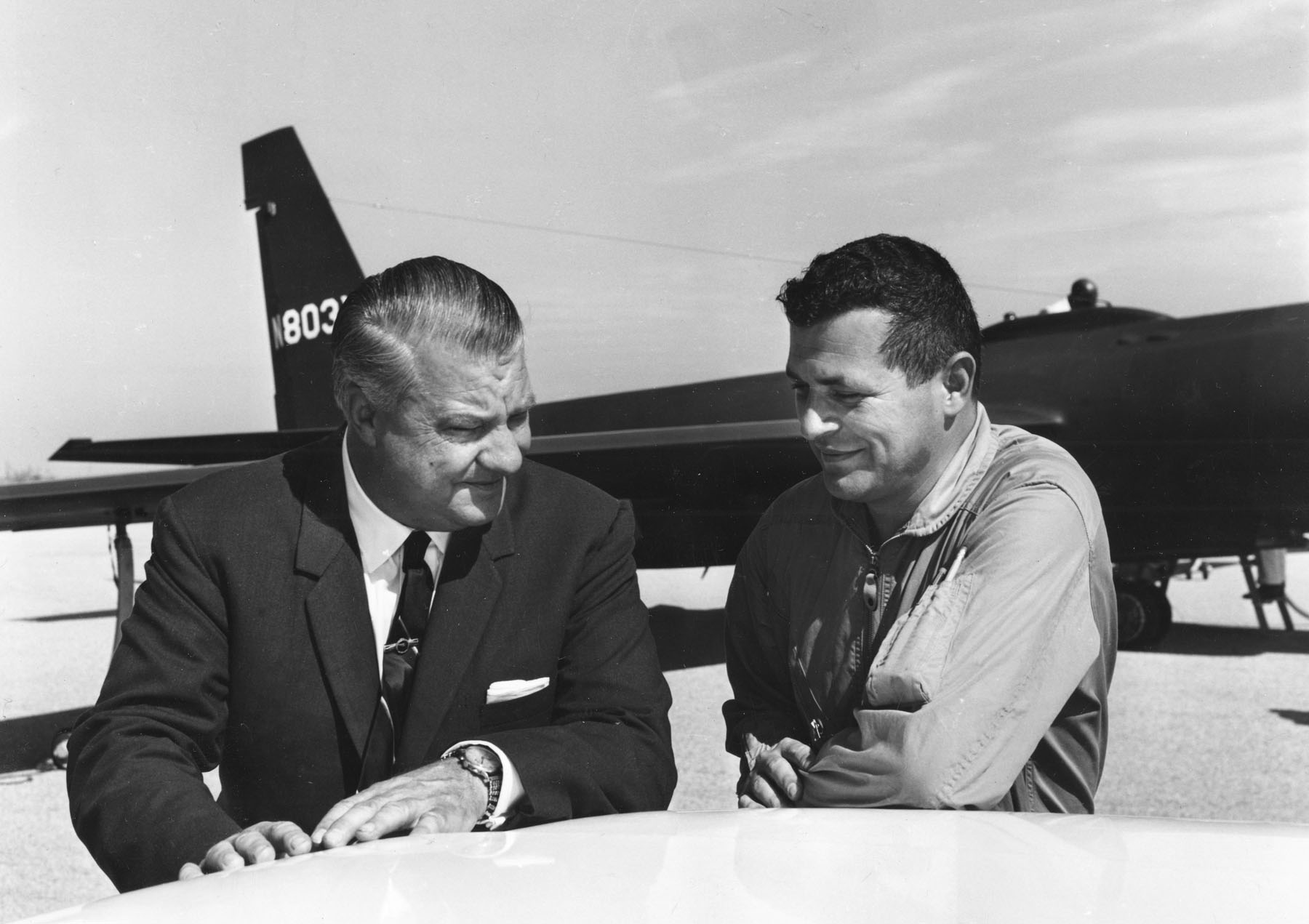
Konstruktér letounu U-2 Clarence Johnson s Gary Powersem v roce 1966

Vzhledem ke svým výkonům na jednomotorovém proudovém letadle byl osloven americkou zpravodajskou službou CIA, nabídku přijal a v roce 1956 se stal pilotem průzkumného letounu Lockheed U-2.
Powers pracoval pro CIA čtyři roky. Dne 1. května 1960 bylo jeho průzkumné letadlo Lockheed U-2A (sériové číslo 56-6693) sestřeleno salvou protiletadlových raket S-75 Dvina nad územím Sovětského svazu poblíž Sverdlovska. Tato událost a navazující dění jsou známé jako Aféra U-2.
Powers byl v Sovětském svazu odsouzen za špionáž na deset let v pracovních táborech, nicméně po dvou letech byl na Glienicker Brücke (tzv. mostě špionů) vyměněn za Američany roku 1957 odhaleného sovětského špiona Rudolfa Abela v rámci výměny dojednané Jamesem B. Donovanem.
Po svém návratu do Spojených států byl vyslýchán CIA a objevil se před vyšetřovací komisí Senátu. Ačkoliv byl kritizován za to, že neaktivoval destrukční mechanismus průzkumných zařízení, popřípadě že neaplikoval injekci se saxitoxinem, vyšetřovatelé CIA i senátního výboru zjistili, že Powers za daných okolností nemohl jednat jinak.
O svých zážitcích napsal Powers knihu Operation Overflight: A Memoir of the U-2 Incident.
Konstruktér letadla U-2, Clarence Johnson jej později zaměstnal jako testovacího pilota u společnosti Lockheed. U Lockheedu pracoval v letech 1960–1970. Poté pracoval jako pilot pro rozhlasové a televizní stanice v Los Angeles.
Roku 1963 se rozvedl s první manželkou Barbarou Gay Powers a ještě ve stejném roce se podruhé oženil s Claudii Edwards Downey. Narodil se jim syn Francis Gary Powers mladší.

### Smrtelná havárie

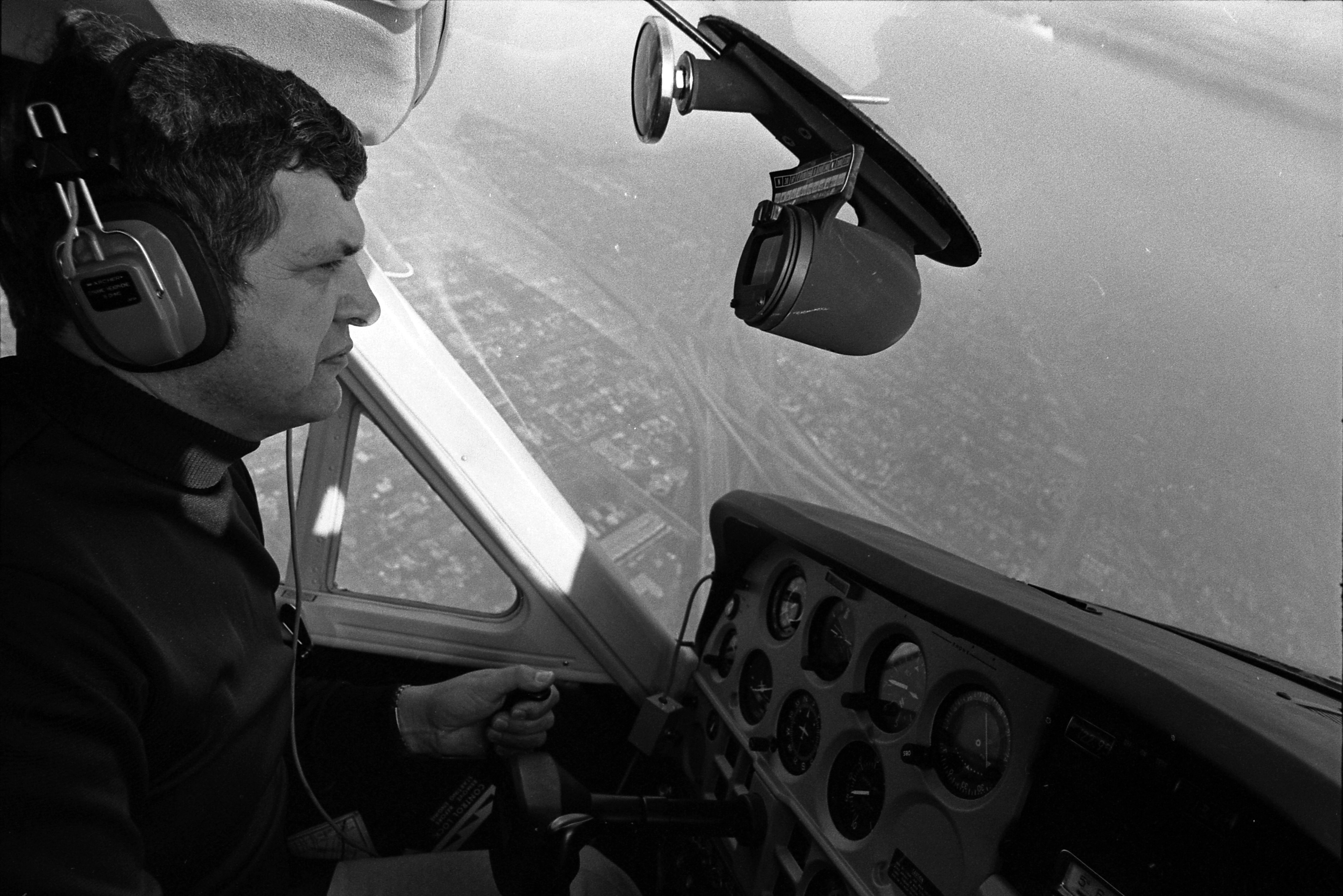
Gary Powers při práci pro rádio KGIL v roce 1973

Dne 1. srpna 1977 Gary Powers zahynul při letecké nehodě v Los Angeles. Pilotoval vrtulník „Telecopter“ Bell 206B JetRanger (N4TV) televize KNBC. Na palubě s ním byl kameraman George R. Spears a společně reportovali pro pořad Channel 4 News o lesním požáru v kaňonu Sycamore v Santa Barbara County. Poté se vraceli na heliport v Burbanku, ale asi míli jihozápadně od letiště Van Nuys Powers požádal o povolení k přistání kvůli nedostatku paliva. Vrtulníku došlo palivo a zřítil se v Sepulveda Basin v Los Angeles. Při nehodě byl zcela zničen, Powers a Spears zemřeli. V době smrti měl Powers nalétáno celkem 7193 hodin, z toho 381 na typu Bell 206.
Francis Gary Powers je pohřben na Arlingtonském hřbitově, kde je například pohřben i John Fitzgerald Kennedy.

## Ocenění

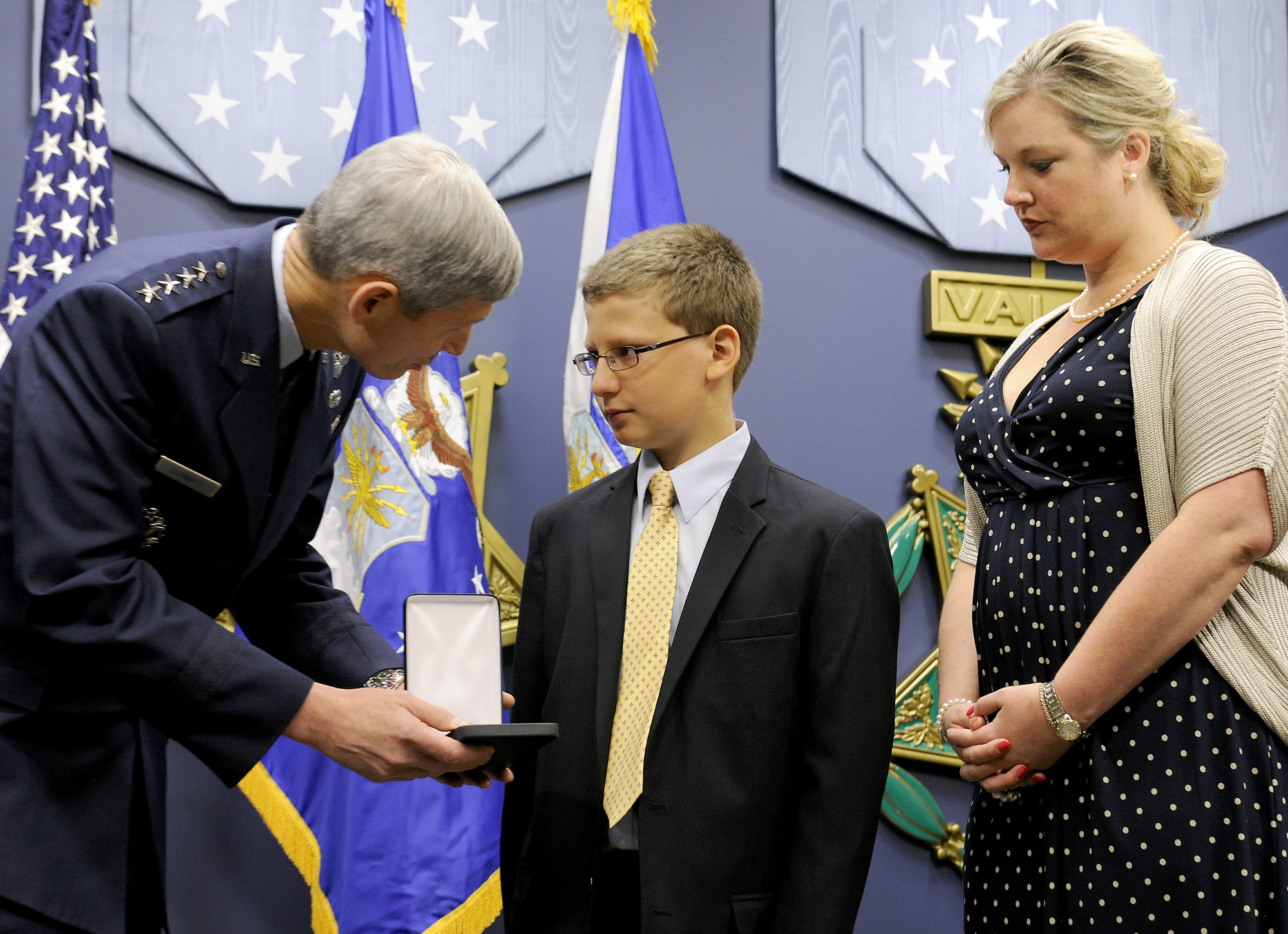
Powersova vnoučata Trey Powers a Lindsey Berry přebírají od generála Schwartze vyznamenání Stříbrná hvězda. Ceremoniál poběhl v Pentagonu dne 15. června 2012.

Powers za své činy obdržel in memoriam několik vyznamenání. Dne 24. listopadu 1986 byl Powers vyznamenán Záslužným leteckým křížem.
Na žádost syna Garyho Powrse mladšího americké letectvo přezkoumalo Powersovy záznamy a dne 15. února 2000 jej povýšilo do hodnosti kapitána s účinností od 19. června 1957. Dále mu připsalo vojenskou službu v období od 14. května 1956 do 1. března 1963, kdy působil u CIA. Bylo také schváleno udělení Medaile válečného zajatce.
Dne 15. června 2012 náčelník štábu letectva generál Norton A. Schwartz udělil Garymu Powersovi vyznamenání Stříbrná hvězda, které je udíleno za chrabrost v boji proti nepříteli. Převzali jej Powersova vnoučata Trey Powers a Lindsey Berry.

## Gary Powers mladší
Syn Gary Powers mladší založil v USA muzeum a nadaci studené války. Několikrát navštívil Českou republiku a seznámil se zde s Václavem Vítovcem, zakladatelem Nadace Železné opony a Muzea železné opony v Rozvadově. Dne 3. prosince 2015 se účastnil české premiéry filmu Most špionů režiséra Stevena Spielberga, který částečně popisuje i příběh Garyho Powerse staršího. V roce 2023 poskytl Gary Powers mladší rozhovor České televizi.